# Justin Williams
Justin Dennis Williams (Chicago, 12 maggio 1984) è un cestista statunitense.

## Palmarès
- Miglior stoppatore NBDL (2007)